# Donatas Jankauskas
Donatas Jankauskas (ur. 22 sierpnia 1958 w Buriacji) – litewski polityk, samorządowiec, inżynier, poseł na Sejm Republiki Litewskiej, minister pracy.

## Życiorys
Urodził się na terytorium RFSRR w rodzinie zesłańców.
Ukończył w 1981 studia w Kowieńskim Instytucie Politechnicznym, uzyskując tytuł zawodowy inżyniera ze specjalizacją w zakresie elektromechaniki. W 1999 został na Uniwersytecie Technicznym w Kownie absolwentem administracji.
W latach 1981–1985 pracował w przedsiębiorstwie "Energoremontas" w Kownie jako inżynier-technolog, następnie był zatrudniony w kombinacie naukowym jako starszy majster. W pierwszej połowie lat 90. prowadził własne studio projektowe.
W latach 1995–2004 sprawował mandat radnego rejonu kowieńskiego. Do 1997 pełnił funkcję zastępcy starosty, przez następne trzy lata zajmował stanowisko mera tego rejonu. Od 2000 do 2004 był regionalnym dyrektorem spółki akcyjnej "Lietuvos draudimas".
W 1994 wstąpił do Związku Ojczyzny. W wyborach w 2004 z ramienia konserwatystów został wybrany do Sejmu Republiki Litewskiej. W parlamencie przez część kadencji pełnił funkcję przewodniczącego komisji audytu. W 2008 z powodzeniem kandydował w następnych wyborach, pokonując w II turze w okręgu jednomandatowym przedstawiciela socjaldemokratów. 22 lipca 2009 w rządzie Andriusa Kubiliusa objął stanowisko ministra pracy.
W 2012 po raz kolejny został wybrany do Sejmu. W grudniu tego samego roku zakończył urzędowanie na stanowisku rządowym. W Sejmie zasiadał do 2016, w 2019 ponownie wybrany na radnego rejonu kowieńskiego.

## Odznaczenia
- Medal Rady Bałtyckiej – 2006[3]